# Salsola rosacea
Salsola rosacea är en amarantväxtart som beskrevs av Carl von Linné. Salsola rosacea ingår i släktet sodaörter, och familjen amarantväxter. Inga underarter finns listade i Catalogue of Life.